# Kas Haverkort
Kas Haverkort (Hardenberg, Países Bajos; 18 de noviembre de 2003) es un piloto de automovilismo neerlandés. Fue campeón del Campeonato de España de F4 de 2020. Actualmente compite en el Campeonato de Fórmula Regional Europea con Van Amersfoort Racing.

## Carrera

### Inicios
Haverkort comenzó a competir en el karting en 2011. Sus principales logros en karting incluyeron el segundo lugar en la WSK Final Cup  - OK, el primero en el Campeonato de Karting de Alemania en la categoría Junior de 2017, tercero en el Karting Academy Trophy en 2016, el segundo en la Serie de Invierno Chrono Karting de 2013, 1° en el Chrono Rotax Max Winter Cup Micromax 2012 y 3° en el Chrono Dutch Rotax Max Challenge 2012 - Micromax.

### Fórmula 4
En 2020, Haverkort debutó en las competencias de monoplazas en el Campeonato de España de F4 con MP Motorsport. Dominó el campeonato, consiguiendo 13 victorias y un total de 17 podios en 21 carreras. El holandés finalizó con 111 puntos de ventaja sobre su compañero de equipo Mari Boya y se hizo con el título en la penúltima prueba de la campaña en el Jarama, tras ganar las tres carreras del fin de semana.

### Eurocopa de Fórmula Renault
Haverkort hizo algunas apariciones en la Fórmula Renault como piloto invitado en las rondas 6 y 7 con MP Motorsport. En su primera sesión de calificación marcó el 8.º mejor tiempo en Barcelona, terminó la primera carrera 9.º y la segunda carrera 5.º. En Spa terminó quinto en ambas carreras. Kas no podía recibir puntos porque era un conductor invitado.

### Fórmula Regional

#### 2021
En diciembre de 2020, Haverkort realizó la prueba grupal en Paul Ricard para MP Motorsport. 

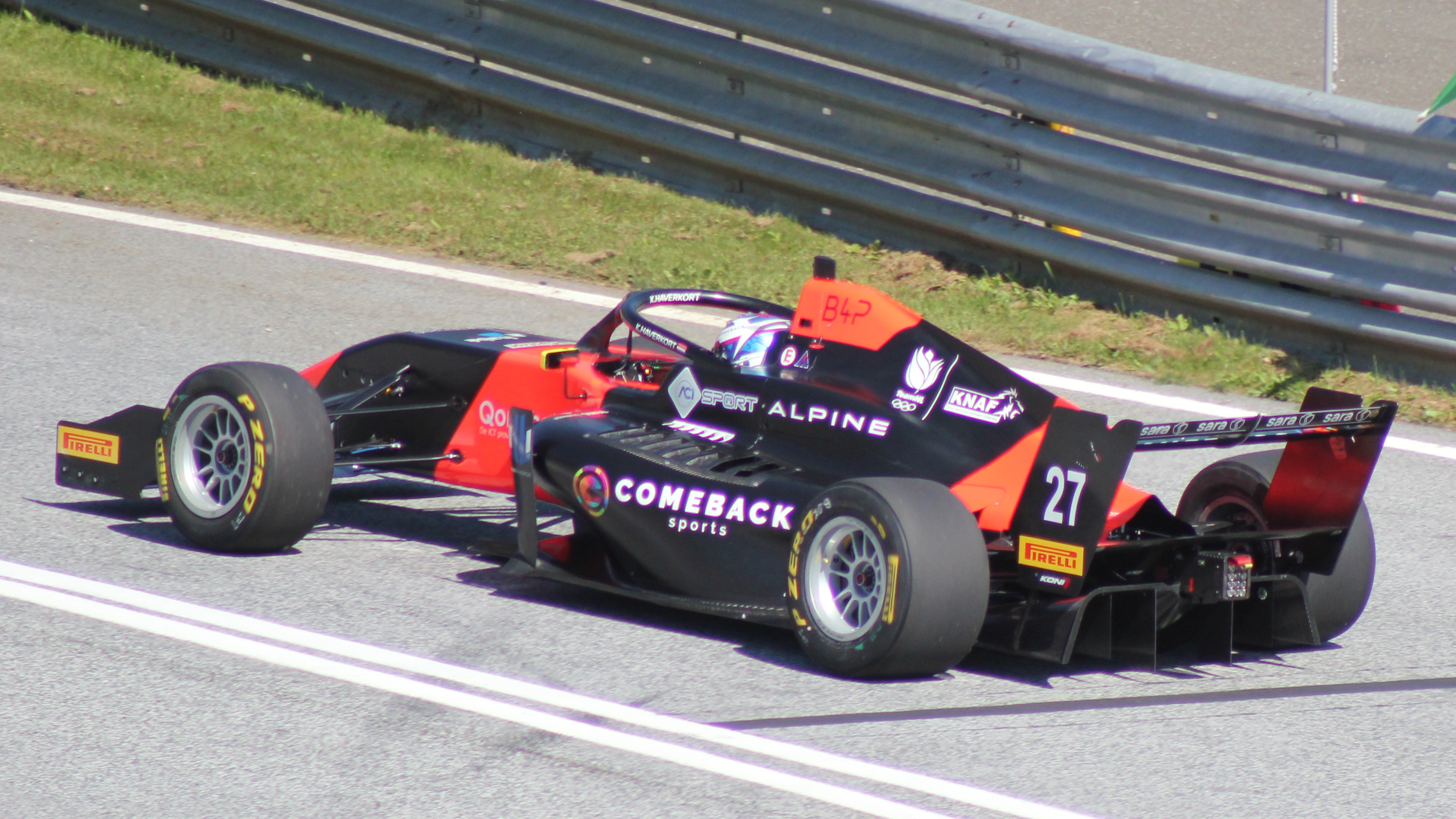
Haverkort en el Red Bull Ring, 2021.

Tres meses después, el equipo anunció que conduciría para ellos en el Campeonato de Fórmula Regional Europea de 2021, junto con Franco Colapinto y su compañero graduado de Fórmula 4, Oliver Goethe.
Su primer puesto en los puntos llegó en la cuarta ronda de la temporada cuando terminó séptimo en Le Castellet, y siguió con un sexto lugar en su carrera de casa en Zanvoort. El holandés no anotó en los siguientes tres eventos, pero terminaría en los puntos en tres ocasiones en las últimas cuatro carreras, obteniendo el mejor cuarto lugar de la temporada en Monza.
Haverkort terminó su temporada en el puesto 16 con un total de 35 puntos.

#### 2022
Para la temporada 2022, Haverkort cambió a Van Amersfoort Racing. Afirmó que unirse a Van Amersfoort sería "clave para alcanzar [sus] objetivos para la temporada [2022]" después de marcar el tiempo de vuelta más rápido en una prueba en Barcelona.

#### 2023
Haverkort permaneció con Van Amersfoort Racing para el Campeonato de Fórmula Regional Europea de 2023.

## Resumen de carrera
| Temporada | Categoría                              | Equipo                | Carreras | Victorias | Poles | VR | Podios | Puntos | Pos. |
| --------- | -------------------------------------- | --------------------- | -------- | --------- | ----- | -- | ------ | ------ | ---- |
| 2020      | Campeonato de España de F4             | MP Motorsport         | 21       | 13        | 12    | 10 | 17     | 383    | 1.º  |
| 2020      | Eurocopa de Fórmula Renault            | MP Motorsport         | 4        | 0         | 0     | 0  | 0      | 0      | NC†  |
| 2021      | Campeonato de Fórmula Regional Europea | MP Motorsport         | 20       | 0         | 0     | 0  | 0      | 35     | 16.º |
| 2022      | Campeonato de Fórmula Regional Europea | Van Amersfoort Racing | 19       | 2         | 1     | 2  | 5      | 186    | 5.º  |
| 2023      | Campeonato de Fórmula Regional Europea | Van Amersfoort Racing | 20       | 2         | 2     | 3  | 5      | 174    | 4.º  |
| Fuente:   |                                        |                       |          |           |       |    |        |        |      |

## Resultados

### Campeonato de España de F4
(Clave) (negrita indica pole position) (cursiva indica vuelta rápida)

| Año  | Equipo        | 1   | 1   | 1   | 2   | 2   | 2   | 3   | 3   | 3   | 4   | 4   | 4   | 5   | 5   | 5   | 6   | 6   | 6   | 7   | 7   | 7   | Pos | Puntos |
| ---- | ------------- | --- | --- | --- | --- | --- | --- | --- | --- | --- | --- | --- | --- | --- | --- | --- | --- | --- | --- | --- | --- | --- | --- | ------ |
| 2020 | MP Motorsport | NAV | NAV | NAV | LEC | LEC | LEC | JER | JER | JER | VAL | VAL | VAL | ARA | ARA | ARA | JAR | JAR | JAR | BAR | BAR | BAR | 1.º | 383    |
| 2020 | MP Motorsport | 1   | 1   | 1   | 2   | Ret | 4   | Ret | 17  | 1   | 1   | 1   | 1   | 2   | 3   | 1   | 1   | 1   | 1   | 1   | 1   | 2   | 1.º | 383    |

### Campeonato de Fórmula Regional Europea
(Clave) (negrita indica pole position) (cursiva indica vuelta rápida)

| Año   | Equipo                | 1   | 1   | 2   | 2   | 3   | 3   | 4   | 4   | 5   | 5   | 6   | 6   | 7   | 7   | 8   | 8   | 9   | 9   | 10  | 10  | Pos. | Puntos |
| ----- | --------------------- | --- | --- | --- | --- | --- | --- | --- | --- | --- | --- | --- | --- | --- | --- | --- | --- | --- | --- | --- | --- | ---- | ------ |
| 2021  | MP Motorsport         | IMO | IMO | BAR | BAR | MON | MON | LEC | LEC | ZAN | ZAN | SPA | SPA | SPI | SPI | VAL | VAL | MUG | MUG | MNZ | MNZ | 16.º | 35     |
| 2021  | MP Motorsport         | Ret | 25  | Ret | 17  | 14  | 11  | 7   | 15  | 18  | 6   | 14  | 18  | 29  | Ret | 15  | 14  | 10  | 7   | 11  | 4   | 16.º | 35     |
| 2022  | Van Amersfoort Racing | MNZ | MNZ | IMO | IMO | MON | MON | LEC | LEC | ZAN | ZAN | BUD | BUD | SPA | SPA | SPI | SPI | BAR | BAR | MUG | MUG | 5.º  | 186    |
| 2022  | Van Amersfoort Racing | 5   | 4   | 5   | DSQ | 3   | 4   | 9   | 2   | 2   | 15  | 1   | 12  | 7   | 12  | 1   | 14  | 4   | 5   | 6   | 10  | 5.º  | 186    |
| 2023* | Van Amersfoort Racing | IMO | IMO | BAR | BAR | BUD | BUD | SPA | SPA | MUG | MUG | LEC | LEC | SPI | SPI | MNZ | MNZ | ZAN | ZAN | HOC | HOC | 5.º* | 112*   |
| 2023* | Van Amersfoort Racing | 5   | 1   | 3   | 13  | 2   | Ret | 12  | 7   | 4   | 5   | 12  | 11  | 5   | 8   |     |     |     |     |     |     | 5.º* | 112*   |

- * Temporada en progreso.